# سواری با هم ۲
سواری با هم ۲ (انگلیسی: Ride Along 2) فیلمی زوج هنری در سبک اکشن و کمدی به کارگردانی تیم استوری است که در سال ۲۰۱۶ منتشر شد.

## بازیگران
- آیس کیوب
- کوین هارت
- تیکا سومپتر
- بنجامین برت
- الیویا مان
- کن جیونگ
- ترسی گیبسون
- بروس مک‌گیل
- شری شپرد
- نیدین ولاسکز
- اوتکارش آمبودکار